# Сатбай (Кызылординская область)
Сатбай (каз. Сәтбай, до 2013 г. — Акколка) — село в Жалагашском районе Кызылординской области Казахстана. Входит в состав Мадениетского сельского округа. Код КАТО — 433649300.
В 20—25 км к юго-западу от аула находится Кумкала-2.

## Население
В 1999 году население села составляло 204 человека (108 мужчин и 96 женщин). По данным переписи 2009 года, в селе проживал 191 человек (104 мужчины и 87 женщин).